# Harald II. Norský
Harald II. (norsky: Harald Gråfell, staroseversky: Haraldr gráfeldr; † 970) řečený Šedoplášť byl norský král v letech 961–970. Byl synem norského krále Erika I. a Gunnhild Gormsdóttir.

## Život
Haraldův otec zemřel v roce 954 a Harald a jeho bratři se spojili se svým strýcem, dánským králem Haraldem Modrozubem. Několikrát o moc nad Norskem neúspěšně bojovali se svým strýcem Haakonem I., zlom však nastal v roce 961.
Erikovi synové nepozorovaně přistáli u Hordaland a Haakona překvapili v jeho rezidenci v Fitjaru. Haakon byl během bitvy u Fitjaru (Slaget ved Fitjar) smrtelně zraněn, přestože Erikovy syny porazil. Po Haakonově smrti se vládci Norska stali synové Erika Krvavé sekyry, z nichž nejmocnější byl právě Harald jako nejstarší z nich. Mimo západní Norsko však neměli příliš velkou moc.
Harald se snažil posílit svou vládu eliminováním místních vládců a nechal zabít mimo jiné Sigurda Haakonssona (otce pozdějšího vládce Norska Haakona Sigurdssona) a Tryggve Olafssona (otce budoucího norského krále Olafa I.). Harald rovněž ovládl obchodní cestu táhnoucí se podél norského pobřeží. Postupně byl také méně a méně závislý na Haraldu Modrozubovi.
V roce 970 byl vylákán do Dánska, kde byl ve městě Hals zabit. Jednalo se o komplot Haakona Sigurdssona, který se stal spojencem Haralda Modrozuba, s níž se rozdělil o moc nad Norskem. Harald poté podporoval Haakona Sigurdssona jako svého vazalského krále. Přeživší bratři Haralda II. utekli ze země.